# آناستازیا کلیموفا
آناستازیا کلیموفا (اوکراینی: Анастасія Миколаївна Клімова؛ زادهٔ ۱۹ سپتامبر ۱۹۹۴) بازیکن فوتبال اهل ارمنستان است.

## باشگاهی
از باشگاه‌هایی که در آن بازی کرده‌است می‌توان به باشگاه فوتبال اشاره کرد.

## تیم ملی
وی همچنین در تیم ملی فوتبال زنان ارمنستان بازی کرده‌است.